# Peter Bonetti
Peter Phillip Bonetti (født 27. september 1941 i London, England, død 12. april 2020) var en engelsk fodboldspiller, der som målmand på det engelske landshold var med til at vinde guld ved VM i 1966 på hjemmebane. Han var dog ikke på banen i turneringen, hvor han var reserve for førstevalget Gordon Banks. Han nåede i alt syv landskampe og deltog også ved VM i 1970.
På klubplan spillede Bonetti langt størstedelen af sin karriere hos Chelsea F.C., hvor han tilbragte i alt 18 sæsoner. Her var han med til at vinde både FA Cuppen og Pokalvindernes Europa Cup.

## Titler
FA Cup
- 1970 med Chelsea F.C.

Football League Cup
- 1965 med Chelsea F.C.

Pokalvindernes Europa Cup
- 1971 med Chelsea F.C.